# Ectot-lès-Baons
Ectot-lès-Baons är en kommun i departementet Seine-Maritime i regionen Normandie i norra Frankrike. Kommunen ligger i kantonen Yerville som tillhör arrondissementet Rouen. År 2022 hade Ectot-lès-Baons 398 invånare.

## Befolkningsutveckling
Antalet invånare i kommunen Ectot-lès-Baons
| Referens: INSEE |